# Friedrich-Karl Müller
Pour les articles homonymes, voir Müller.
Friedrich-Karl «Tutti» Müller (25 décembre 1916 - 29 mai 1944) est un as allemand de la Luftwaffe pendant la Seconde Guerre mondiale crédité de 131 victoires aériennes remportées au cours de plus de 600 missions de combat. Müller remporte huit victoires aériennes pendant la bataille de France, 89 sur le front de l'Est, et 43 autres victoires contre les Alliés occidentaux sur le théâtre méditerranéen et au cours de la défense du Reich, dont 24 bombardiers quadrimoteurs.

## Biographie
Né à Berlin-Lichterfelde, Müller grandit dans la république de Weimar et l'Allemagne nazie. Après avoir terminé ses études, il se porte volontaire pour le service militaire dans la Wehrmacht en 1936. Il sert donc d'abord dans l'armée de terre avant d'être transféré dans la Luftwaffe en 1938. Il termine sa formation de pilote en 1939 et est affecté à la Jagdgeschwader 53 (la 53e escadre de chasse). Au sein de cette escadre, Müller remporte sa première victoire aérienne le 27 mai 1940 lors de la bataille de France. Il participe ensuite tour à tour à la bataille d'Angleterre, à l'opération Barbarossa, et au siège de Malte, avant d'être transféré à nouveau sur le front de l'Est en 1942. Il y remporte sa 100e victoire aérienne et est décoré de la Croix de chevalier de la Croix de fer avec feuilles de chêne le 23 septembre 1942.
En novembre 1943, Müller prend le commandement du I. Gruppe de la JG 53 qui opère sur le théâtre méditerranéen. En février 1944, il est transféré à la Jagdgeschwader 3 « Udet », commandant initialement le IV. Gruppe, affecté à la défense aérienne contre les attaques de l'United States Army Air Forces. En avril, il est nommé Geschwaderkommodore (commandant d'escadre) du JG 3 et remporte sa 140e victoire aérienne le 12 mai. Friedrich-Karl «Tutti» Müller est tué dans un accident d'atterrissage le 29 mai 1944. A titre posthume, il est promu Oberstleutnant (lieutenant-colonel).